# Формула Біне — Коші
Формула Біне — Коші — теорема про визначник добутку прямокутних матриць (при умові, що добуток є квадратною матрицею).
Добуток прямокутних матриць {\displaystyle \ A} та {\displaystyle \ B} є квадратною матрицею розміру {\displaystyle \ m}, якщо {\displaystyle \ A} має {\displaystyle \ n} стовпців та {\displaystyle \ m} рядків, а {\displaystyle \ B} — навпаки.
Мінори матриць {\displaystyle \ A} та {\displaystyle \ B} порядку рівного меншому з чисел {\displaystyle \ n} та {\displaystyle \ m} називаються відповідними один одному, якщо номера стовпців в матриці {\displaystyle \ A} однакові з номерами рядків в матриці {\displaystyle \ B}.

## Теорема
Визначник матриці {\displaystyle AB\,} рівний нулю, якщо {\displaystyle \ n<m}, або дорівнює сумі попарних добутків відповідних мінорів порядку {\displaystyle \ m}, якщо {\displaystyle n\geqslant m} (сумма береться по всім наборам стовпців матриці {\displaystyle \ A} та рядків матриці {\displaystyle \ B} зі зростаючими номерами {\displaystyle \ i_{1}<i_{2}<\ldots <i_{m}}).

## Приклад
Нехай
{\displaystyle A=\left({\begin{matrix}a_{1}&a_{2}&\ldots &a_{n}\\b_{1}&b_{2}&\ldots &b_{n}\\\end{matrix}}\right),\quad B=\left({\begin{matrix}a_{1}&b_{1}\\a_{2}&b_{2}\\\vdots &\vdots \\a_{n}&b_{n}\\\end{matrix}}\right).}
Тоді
{\displaystyle A\,B=\left({\begin{matrix}a_{1}^{2}+a_{2}^{2}+\ldots +a_{n}^{2}&a_{1}b_{1}+a_{2}b_{2}+\ldots +a_{n}b_{n}\\a_{1}b_{1}+a_{2}b_{2}+\ldots +a_{n}b_{n}&b_{1}^{2}+b_{2}^{2}+\ldots +b_{n}^{2}\\\end{matrix}}\right),}
і відповідні мінори мають вигляд
{\displaystyle \left|{\begin{matrix}a_{i}&b_{i}\\a_{j}&b_{j}\\\end{matrix}}\right|}
для всіх {\displaystyle i<j}, від {\displaystyle 1} до {\displaystyle n}.
Формула Біне — Коші в даному прикладі дає рівність
{\displaystyle (a_{1}^{2}+a_{2}^{2}+\ldots +a_{n}^{2})(b_{1}^{2}+b_{2}^{2}+\ldots +b_{n}^{2})-(a_{1}b_{1}+a_{2}b_{2}+\ldots +a_{n}b_{n})^{2}=\sum _{i<j}(a_{i}b_{j}-a_{j}b_{i})^{2},}
із якої (у випадку дійсних чисел) випливає нерівність Коші — Буняковського:
{\displaystyle (a_{1}^{2}+a_{2}^{2}+\ldots +a_{n}^{2})(b_{1}^{2}+b_{2}^{2}+\ldots +b_{n}^{2})\geqslant (a_{1}b_{1}+a_{2}b_{2}+\ldots +a_{n}b_{n})^{2}.}